# زبان مساپی
زبان مِساپی (انگلیسی: Messapian language) از زبان‌های هندواروپایی است که در قدیم در جنوب خاوری ایتالیا، در منطقه پولیا، رایج بوده اما بعداً منقرض شده است.
سه طایفه یاپیگی ساکن این منطقه، یعنی مساپی‌ها، پئوکتی‌ها و دائونی‌ها به این زبان سخن می‌گفتند.
از زبان مساپی حدود ۳۰۰ سنگ‌نوشته به‌جا مانده که تاریخ آن‌ها بین سده‌های ششم تا یکم پیش از میلاد است.
زبان مساپی احتمالاً با زبان ایلیری خویشاوند بوده است. زبان مساپی پس از تصرف پولیا توسط جمهوری رم و استحاله مردم منطقه در فرهنگ رومی از رواج افتاد.